# خطوة ابتكارية ومبهمة

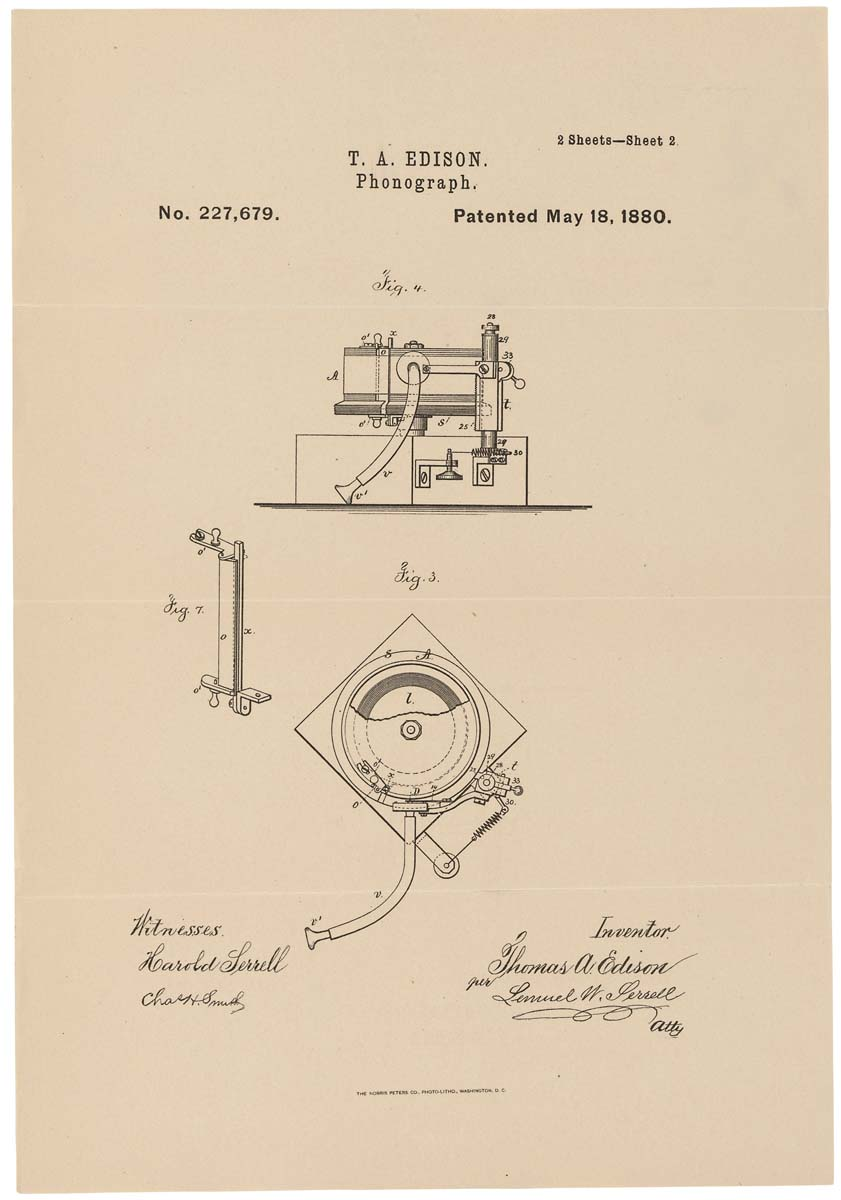

الخطوة الابتكارية والمبهمة أو الخطوة الابتكارية والغير واضحة (بالإنجليزية: Inventive step and non-obviousness)‏، هو شرط عام لأهلية براءة اختراع. التي تنطوي على تقدم تقني بالمقارنة مع المعرفة القائمة، أو وجود أهمية اقتصادية، أو كليهما، وهذا يجعل الاختراع ليس واضحة لشخص من أهل المهنة.